# La Chapelle-Vendômoise
La Chapelle-Vendômoise é uma comuna francesa na região administrativa do Centro, no departamento Loir-et-Cher. Estende-se por uma área de 13,11 km². Em 2010 a comuna tinha 818 habitantes (densidade: 62,4 hab./km²).